# Scandinavium
Scandinavium je naziv za višenamjensku dvoranu s pratećim sadržajima, predviđenu za održavanje sportskih, kulturnih, poslovnih i zabavnih manifestacija. Smještena je u centru Göteborga nedaleko Ullevia i Liseberga. 
Svečana inauguracija obavljena je 18. svibnja 1971. a proširena i adaptirana je 1991. godine. 
Kapacitet dvorane je oko 12 044 mjesta pri sportskim manifestacijama. Za ostale manifestacije poput koncerata dvorana prima maksimalno do 14 000 posjetitelja. Rekord Scandinaviuma oboren je pri gostovanju Whitney Houston 29. svibnja 1988. kad je 14 606 osoba bilo na njenom koncertu. Frölunda HC je lokalni hokejaški tim koji igra domaće mečeve u dvorani.
Dvorana je imala narančastu boju od 1971. godine pa sve do renoviranja 2006. godine kada je jedan dio obojan u srebrnosivu. Uz pomoć reflektora dobivaju se različite kombinacije boja na sadašnjoj srebrnosivoj podlozi.
U samoj dvorani nalazi se veliki broj restorana i barova ali i kioska s brzom hranom. Tijekom hokejaških natjecanja mogu se kupiti suveniri i igrati igre na sreću.

## Manifestacije
Značajnije manifestacije održane u Scandinaviumu su između ostalih koncerti kao što su: Fame, Shirley Clamp, Alcazar, Pandora, Anne-Lie Rydé, E-type, Nordman i The Ark koji se svake godine održavaju kao dio natjecanja za izbor švedske pjesme Eurovizije (šved. Melodifestivalen) (2003. – 2010.). Scandinavium je bio i domaćin finalnog natjecanja Pjesme Eurovizije 1985. godine.
Naravno dvorana je namijenjena i za koncerte međunarodno poznatih zvijezda a između ostalih koncerte su održali:
- Dire Straits,
- Iron Maiden,
- George Michael,
- Elton John,
- Marilyn Manson,
- Whitesnake,
- Judas Priest,
- Kiss te
- Bon Jovi.

Brojna sportska natjecanja održana su u dvorani a neka od njih su: svjetsko prvenstvo u boksu, hokeju, rukometu, umjetničkom klizanju, stolnom tenisu te europska prvenstva u hokeju, karateu, atletici.

## Budućnost Scandinaviuma
Dvoransko SP u atletici održalo se u Scandinaviumu 2013. godine i izmjene koje su se do tada napravile su:
- Novi (viši) krov na dvorani čime su se ispunile sigurnosne norme.
- Modernizacija dvorane: Veći broj posjetitelja (do 16 000) kao i povećan broj loža, restoranskih mjesta, konferencijskih prostora, poboljšana logistika.
- Adaptacija dvorane za dvoransko SP izvodila se s tim da su se ostali događaji u međuvremenu odvijali nesmetano.

## Vanjske poveznice
- Scandinavium - službene web stranice